# 109. Infanterie-Division (Deutsches Kaiserreich)
Die 109. Infanterie-Division war ein Großverband der Preußischen Armee im Ersten Weltkrieg.

## Geschichte
Die Division wurde am 1. Oktober 1915 in Kurland zusammengestellt und zunächst an der Ostfront verwendet. Nach dem Waffenstillstand an der rumänischen Front kam der Verband Ende März 1918 im Westen zum Einsatz und wurde dort am 24. August 1918 nach schweren Verlusten aufgelöst.

### Gefechtskalender

#### 1915
- ab 28. November – Stellungskämpfe vor Jakobstadt

#### 1916
- bis 26. Oktober – Stellungskämpfe vor Jakobstadt
- 26. Oktober bis 1. November – Transport von Kurland nach Rumänien
- 06. bis 9. November – Grenzkämpfe am Vulkangebirge
- 10. bis 14. November – Schlacht am Szurduk
- 16. bis 17. November – Schlacht von Targu-Jiu
- 18. bis 23. November – Verfolgung durch die Westwalachei
- 24. bis 27. November – Kämpfe am unteren Alt
- 01. bis 5. Dezember – Schlacht am Argesch
- 04. bis 8. Dezember – Verfolgung nach der Schlacht am Arges
- 06. Dezember – Einnahme von Bukarest
- 09. bis 20. Dezember – Verfolgungskämpfe an Jalomita-Pràhova und Buzaul
- 21. bis 27. Dezember – Schlacht bei Rimnicul-Sarat
- ab 28. Dezember – Verfolgungskämpfe nach der Schlacht bei Rimnicul-Sarat

#### 1917
- bis 3. Januar – Verfolgungskämpfe nach der Schlacht bei Rimnicul-Sarat
- 04. bis 8. Januar – Schlacht an der Putna
- 06. Januar bis 21. Juli – Stellungskrieg an Putna und Sereth
- 22. bis 25. Juli – Abwehrkämpfe am Sereth
- 26. Juli bis 9. Dezember – Stellungskrieg am Sereth und Susita
- ab 10. Dezember – Waffenstillstand an der rumänischen Front

#### 1918
- bis 11. März – Waffenstillstand an der rumänischen Front
- 12. bis 21. März – Transport nach dem Westen
- 21. März bis 5. April – Reserve der OHL
- 06. April – Große Schlacht in Frankreich
- 07. bis 19. April – Kämpfe an der Avre
- 20. April bis 7. August – Kämpfe an der Ancre, Somme und Avre
- 08. bis 20. August – Abwehrschlacht zwischen Somme und Avre
- 24. August – Auflösung der Division

## Gliederung

### Kriegsgliederung vom 3. Oktober 1915
- 174. Infanterie-Brigade
  - Grenadier-Regiment „König Friedrich Wilhelm IV.“ (1. Pommersches) Nr. 2
  - Infanterie-Regiment Nr. 376
  - Reserve-Infanterie-Regiment Nr. 26
  - Kavallerie-Regiment Nr. 89
  - Artillerie-Regiment Nr. 227
  - Landwehr-Fußartillerie-Bataillon Nr. 28
  - 1. Garde-Landwehr-Pionier-Kompanie
  - Scheinwerferzug Nr. 276
  - Fernsprech-Doppelzug Nr. 109

### Kriegsgliederung vom 20. Februar 1918
- 174. Infanterie-Brigade
  - Grenadier-Regiment „König Friedrich Wilhelm IV.“ (1. Pommersches) Nr. 2
  - Infanterie-Regiment Nr. 376
  - Reserve-Infanterie-Regiment Nr. 26
  - 5. Eskadron/Dragoner-Regiment „König Albert von Sachsen“ (Ostpreußisches) Nr. 10
- Artillerie-Kommandeur Nr. 109
  - Feldartillerie-Regiment Nr. 227
- Pionier-Bataillon Nr. 218
- Divisions-Nachrichten-Kommandeur Nr. 109

## Kommandeure
| Dienstgrad      | Name               | Datum                                |
| --------------- | ------------------ | ------------------------------------ |
| Generalleutnant | Horst von Oetinger | 04. Oktober 1915 bis 23. Januar 1917 |
| Generalmajor    | Georg Schaer       | 24. Januar bis 9. Juli 1917          |
| Generalmajor    | Karl von Behr      | 10. Juli 1917 bis 24. August 1918    |